# Paul Ruttmann
Paul Ruttmann (ur. 22 sierpnia 1985 w Linz) – austriacki wioślarz.

## Osiągnięcia
- Mistrzostwa Świata Juniorów – Troki 2002 – dwójka podwójna – 12. miejsce[1].
- Mistrzostwa Świata Juniorów – Ateny 2003 – dwójka podwójna – 5. miejsce[1].
- Mistrzostwa Świata U-23 – Amsterdam 2005 – dwójka bez sternika wagi lekkiej – 11. miejsce[1].
- Mistrzostwa Świata U-23 – Hazewinkel 2006 – dwójka podwójna wagi lekkiej – 4. miejsce[1].
- Mistrzostwa Świata – Eton 2006 – czwórka podwójna wagi lekkiej – 19. miejsce[1].
- Mistrzostwa Świata U-23 – Glasgow 2007 – czwórka podwójna wagi lekkiej – 2. miejsce[1].
- Mistrzostwa Świata – Monachium 2007 – czwórka podwójna wagi lekkiej – 16. miejsce[1].
- Mistrzostwa Świata – Linz 2008 – dwójka bez sternika wagi lekkiej – 6. miejsce[1].
- Mistrzostwa Europy – Montemor-o-Velho 2010 – czwórka bez sternika wagi lekkiej – 11. miejsce[1].